# Artyom Bezrodny
Artyom Anatoliévitch Bezrodny (en russe : Артём Анатольевич Безродный), né le 10 février 1979 à Soumy et mort le 13 février 2016 dans sa ville natale, est un  footballeur international russe qui occupait le poste de milieu de terrain.

## Biographie
Artyom Bezrodny joue en Russie, en Allemagne et en Azerbaïdjan.
Il joue 88 matchs en première division russe avec le Spartak Moscou. Il inscrit neuf buts en 1999, et remporte le titre de champion de Russie à quatre reprises.
Il dispute avec le Spartak Moscou 26 matchs en Ligue des champions (cinq buts), et quatre matchs en Coupe de l'UEFA.
Le 8 septembre 1999, il honore sa première et unique sélection avec l'équipe de Russie, face à Andorre, lors des éliminatoires de l'Euro 2000 (victoire 1-2).

## Statistiques
| Saison                | Club                  | Championnat           | Championnat | Championnat | Coupe(s) nationale(s) | Coupe(s) nationale(s) | Compétition(s) continentale(s) | Compétition(s) continentale(s) | Compétition(s) continentale(s) | Total | Total |
| Saison                | Club                  | Division              | M.          | B.          | M.                    | B.                    | Comp.                          | M.                             | B.                             | M.    | B.    |
| 1995                  | Spartak-d Moscou      | D4                    | 26          | 0           | -                     | -                     | -                              | -                              | -                              | 26    | 0     |
| 1996                  | Spartak-d Moscou      | D4                    | 16          | 1           | -                     | -                     | -                              | -                              | -                              | 16    | 1     |
| 1996                  | Spartak Moscou        | D1                    | 10          | 0           | -                     | -                     | C1+C3                          | 2+3                            | 0                              | 15    | 0     |
| Sous-total            | Sous-total            | Sous-total            | 52          | 1           | -                     | -                     | -                              | 5                              | 0                              | 57    | 1     |
| 1997-1998             | Bayer Leverkusen      | D1                    | -           | -           | -                     | -                     | -                              | -                              | -                              | 0     | 0     |
| 1998                  | Spartak Moscou        | D1                    | -           | -           | -                     | -                     | -                              | -                              | -                              | 0     | 0     |
| 1999                  | Spartak Moscou        | D1                    | 19          | 5           | -                     | -                     | C1+C3                          | 7+1                            | 4+0                            | 27    | 9     |
| 2000                  | Spartak Moscou        | D1                    | 13          | 3           | 2                     | 0                     | C1                             | 8                              | 1                              | 23    | 4     |
| 2001                  | Spartak Moscou        | D1                    | 6           | 1           | -                     | -                     | C1+C1                          | 3+2                            | 0                              | 11    | 1     |
| 2002                  | Spartak Moscou        | D1                    | 6           | 1           | 1                     | 1                     | C1                             | 4                              | 0                              | 11    | 2     |
| 2003                  | Spartak Moscou        | D1                    | 1           | 0           | 2                     | 1                     | -                              | -                              | -                              | 3     | 1     |
| Sous-total            | Sous-total            | Sous-total            | 45          | 10          | 5                     | 2                     | -                              | 25                             | 5                              | 75    | 17    |
| 1998                  | Spartak-2 Moscou      | D3                    | 16          | 2           | -                     | -                     | -                              | -                              | -                              | 16    | 2     |
| 1999                  | Spartak-2 Moscou      | D3                    | 1           | 1           | -                     | -                     | -                              | -                              | -                              | 1     | 1     |
| 2000                  | Spartak-2 Moscou      | D3                    | 7           | 1           | -                     | -                     | -                              | -                              | -                              | 7     | 1     |
| Sous-total            | Sous-total            | Sous-total            | 24          | 4           | -                     | -                     | -                              | -                              | -                              | 24    | 4     |
| 2004-2005             | MKT Araz Imishli      | D1                    | 4           | 0           | -                     | -                     | -                              | -                              | -                              | 4     | 0     |
| Total sur la carrière | Total sur la carrière | Total sur la carrière | 125         | 15          | 5                     | 2                     | -                              | 30                             | 5                              | 160   | 22    |

## Palmarès
- Champion de Russie en 1997, 1999, 2000 et 2001 avec le Spartak Moscou